# Zakaria Bakkali
Zakaria Bakkali (født 26. januar 1996 i Liège) er en belgisk fodboldspiller med marokkanske rødder, der spiller for den spanske klub  Valencia C.F.
Bakkali regnes som en af de største belgiske talenter nogensinde, da han også allerede som 17-årig fik sin debut på landsholdet.

## Klubkarriere

### PSV Eindhoven
Bakkali er en af de spillere, som har spillet sig på senior holdet via klubbens dygtige ungdoms akademi. Bakkali skiftede til PSV Eindhoven i 2008, hvor han kom til fra Standard Liège i Belgien. Han spillede på PSVs akademi i 4 år, hvor han herefter i 2013 permanent blev rykket på på førsteholdet. På dette tidspunkt var han 17 år gammel. Inden da, havde han dog spillet et år på klubbens 2. hold.
Han fik sin debut den 30. juli 2013 i en Champions League-kvalifikationskamp imod SV Zulte Waregem, hvor han i 80' minut erstattede Florian Jozefzoon. I retur kampen imod SV Zulte Waregem den 7. august 2013 scorede Bakkali sit første mål for PSV. 
Den 11. august 2013 scorede han sit første professionelle hattrick. Dette skete i hans 2. ligeoptræden nogensinde i 5-0 sejren mod NEC Nijmegen. Hermed blev han den yngste spiller til nogensinde at score et hattrick i Æresdivisionen.

## Landshold
Bakkali har (pr. 10. august 2013) spillet én kamp for Belgiens landshold. 
Bakkali spillet for adskille af de belgiske ungdomslandsholde, som kan ses i infoboksen i højre side. Han har scoret imponerende mange mål for ungdomslandsholdende, og det var formentlig en af grundende til, at han fik sin debut på A-landsholdet. Han scorede bl.a. imponerende 7 mål i 9 kampe for U17 landsholdet.

## Personlige liv
Zakaria Bakkali blev født i Liège som ligger i Belgien. Hans forældre er begge marokkanere.